# Matucana haynei
Matucana haynei ist eine Pflanzenart in der Gattung Matucana aus der Familie der Kakteengewächse (Cactaceae). Das Artepitheton haynei ehrt den deutschen Botaniker und Apotheker Friedrich Gottlob Hayne.

## Beschreibung
Matucana haynei wächst einzeln oder sprossend mit kugelförmigen bis breit zylindrischen, grünen Trieben und erreicht bei Durchmessern von 20 Zentimetern Wuchshöhen von bis zu 30 Zentimeter. Es sind 14 bis 30 gehöckerte Rippen vorhanden. Die variablen weißen bis hellbraunen Dornen vergrauen im Alter. Die ein bis 20 Mitteldornen sind 1 bis 7 Zentimeter, die 14 bis 45 Randdornen 0,8 bis 4 Zentimeter lang.
Die meist schiefsaumigen Blüten sind karminrot bis lachsfarben bis etwas purpurrot. Sie sind 4 bis 9 Zentimeter lang und weisen Durchmesser von bis zu 4 Zentimeter auf. Die kugelförmigen bis keulenförmigen, rötlich grünen Früchte sind 1 bis 1,5 Zentimeter lang und erreichen ebensolche Durchmesser.

## Verbreitung, Systematik und Gefährdung
Matucana haynei ist in Peru von der Region La Libertad bis in die Region Arequipa an der Anden-Westabdachung in Höhenlagen von 1500 bis 4100 Metern weit verbreitet.
Die Erstbeschreibung als Echinocactus haynii erfolgte 1850 durch Christoph Friedrich Otto in Joseph zu Salm-Reifferscheidt-Dycks Cacteae in horto Dyckensi cultae anno 1849. Nathaniel Lord Britton und Joseph Nelson Rose stellten die Art 1922 in die Gattung Matucana. Weitere nomenklatorische Synonyme sind Mammillaria haynei (Otto in Salm-Dyck) Ehrenb. (1844), Cereus haynei (Otto in Salm-Dyck) Croucher (1878), Borzicactus haynei (Otto in Salm-Dyck) Kimnach (1960), Arequipa haynei (Otto in Salm-Dyck) Krainz (1963) und Echinopsis haynei (Otto in Salm-Dyck) Molinari (2015).
Es werden folgende Unterarten unterschieden:
- Matucana haynei subsp. haynei
- Matucana haynei subsp. herzogiana (Backeb.) Mottram
- Matucana haynei subsp. hystrix (Rauh & Backeb.) Mottram
- Matucana haynei subsp. myriacantha (Vaupel) Mottram

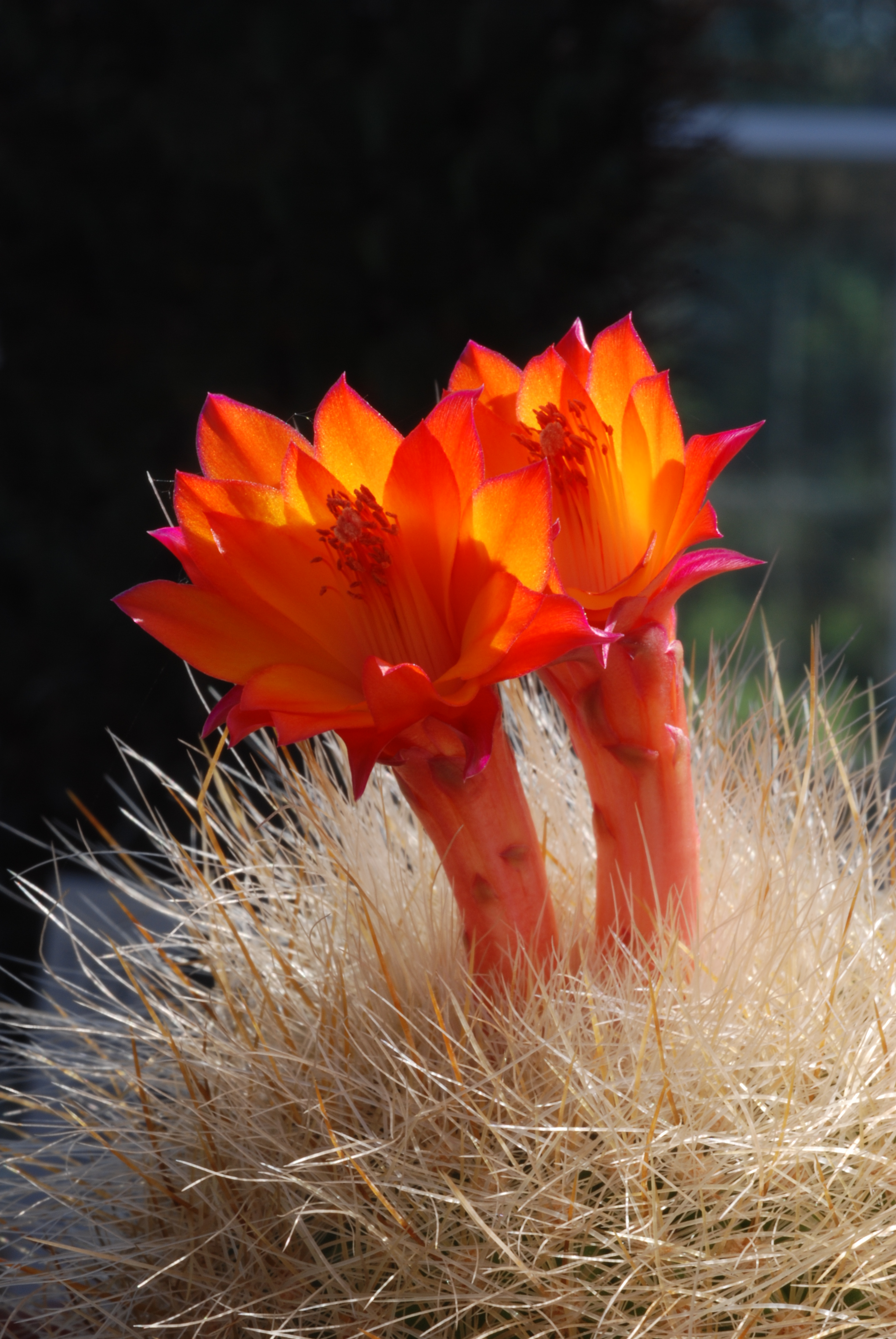
Matucana haynei subsp. herzogiana
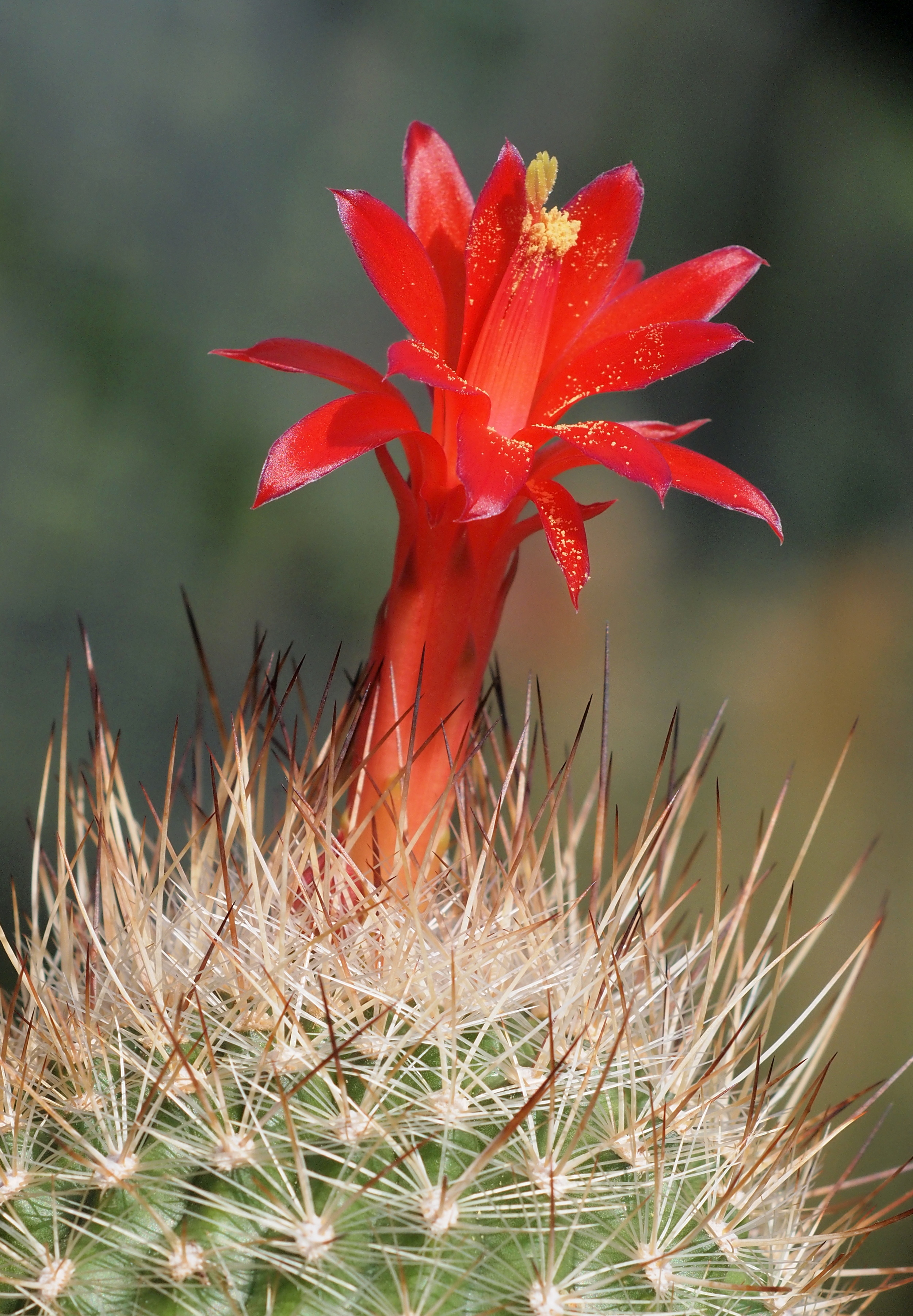
Matucana haynei subsp. hystrix

In der Roten Liste gefährdeter Arten der IUCN wird die Art als „Least Concern (LC)“, d. h. als nicht gefährdet geführt.

## Nachweise